# Danilo Dirani
Danilo Dirani (São Paulo, 10 de janeiro de 1983) é um automobilista brasileiro, que atualmente compete na Copa Truck. É irmão do também piloto Dennis Dirani.

## Carreira
Danilo Dirani começou no kart e passou pelas categorias Fórmula 3 sul-americana, Fórmula 3 britânica, Champ Car Atlantic, Stock Car Brasil e Fórmula Truck.

## Títulos
- Campeonato Sul-americano de Fórmula 3: 2003